# 1981 في اليابان
فيما يلي قوائم الأحداث التي وقعت خلال عام 1981 في اليابان.

## ظهور
- 1 يناير – كانكام

## برامج ومسلسلات وأنمي
- إيكوسان

## مواليد

### يناير
- 1 يناير – إيشين نيشيو روائي ياباني.
- 1 يناير – كينغو أوهكوتشي ممثل ياباني.
- 1 يناير – ماكوتو ميازاكي
- 1 يناير – يوكو جيبو مؤدّية صوت يابانية.
- 6 يناير – رينكو كيكوتشي ممثلة يابانية.
- 16 يناير – تاكاميتشي سيكي لاعب كرة قدم ياباني.
- 20 يناير – كازوهيرو موراكامي لاعب كرة قدم ياباني.
- 30 يناير – تشيكو هيجوتشي

### فبراير
- 6 فبراير – كوهي ميازاكي لاعب كرة قدم ياباني.
- 10 فبراير – غاكوتو كوندو لاعب كرة قدم ياباني.
- 11 فبراير – تاكانوري إيكيدا لاعب كرة قدم ياباني.
- 12 فبراير – تاكاشي تاكوساكوا لاعب كرة قدم ياباني.
- 13 فبراير – يوسوكي فوجيكيا لاعب كرة قدم ياباني.
- 17 فبراير – شينك ماتسوكا لاعب كرة قدم ياباني.
- 22 فبراير – ميساكي سيكيياما مؤدّية صوت يابانية.
- 23 فبراير – ماي ناكاهارا
- 26 فبراير – تايتشي هاسيكوا لاعب كرة قدم ياباني.
- 28 فبراير – كازوهيسا هاماأوكا لاعب كرة قدم ياباني.

### مارس
- 12 مارس – تشيوا سايتو مؤدّية صوت يابانية.
- 14 مارس – واتارو أوتا لاعب كرة قدم ياباني.
- 15 مارس – ريوجي كيتامورا لاعب كرة قدم ياباني.
- 25 مارس – أتسشي أبيه
- 31 مارس – ريوكو شينتاني

### أبريل
- 2 أبريل – ماناب كوماتسوبرا لاعب كرة قدم ياباني.
- 5 أبريل – كوسيإي ناكامورا لاعب كرة قدم ياباني.
- 7 أبريل – تاكايا كوروكاوا لاعب كرة قدم ياباني.
- 7 أبريل – ماساميشي يامادا لاعب كرة قدم ياباني.
- 8 أبريل – شينيا توكونا لاعب كرة قدم ياباني.
- 17 أبريل – كازوهيرو موري لاعب كرة قدم ياباني.
- 19 أبريل – ايساو هونما لاعب كرة قدم ياباني.
- 19 أبريل – ريوتا هارا لاعب كرة قدم ياباني.
- 21 أبريل – ريوتا أريميتسو لاعب كرة قدم ياباني.
- 23 أبريل – تايتشي كاكمي لاعب كرة قدم ياباني.
- 23 أبريل – فوميأكي ناكامورا لاعب كرة قدم ياباني.
- 25 أبريل – تاكافومي كانازاوا لاعب كرة قدم ياباني.
- 27 أبريل – شوهي إيكيدا لاعب كرة قدم ياباني.
- 27 أبريل – يامشيتا إيشيغيرو لاعب كرة قدم ياباني.

### مايو
- 2 مايو – تسويوشي كاتو لاعب كرة قدم ياباني.
- 2 مايو – رينا ساتو
- 7 مايو – يوكي فوجي لاعب كرة قدم ياباني.
- 9 مايو – كازويوكي موريساكي لاعب كرة قدم ياباني.
- 9 مايو – كوجي موريساكي لاعب كرة قدم ياباني.
- 10 مايو – ريوجي يوجيهارا لاعب كرة قدم ياباني.
- 11 مايو – تورو تشيشيم لاعب كرة قدم ياباني.
- 11 مايو – دايسوكي ماتسوي لاعب كرة قدم ياباني.
- 12 مايو – ناوهيرو إيشيكاوا لاعب كرة قدم ياباني.
- 13 مايو – هيدينوري كاتو لاعب كرة قدم ياباني.
- 14 مايو – ناوكي إيشيباشي لاعب كرة قدم ياباني.
- 20 مايو – تاكيشي هوندا لاعب كرة قدم ياباني.
- 23 مايو – تاداميتشي ماتشيدا لاعب كرة قدم ياباني.
- 28 مايو – توشيكازو كاتو لاعب كرة قدم ياباني.
- 28 مايو – هيتوشي شيأوتاني لاعب كرة قدم ياباني.
- 31 مايو – هيدياكي أوينو لاعب كرة قدم ياباني.

### يونيو
- 1 يونيو – هيروشي نارازاكي لاعب كرة قدم ياباني.
- 2 يونيو – ماساهيرو موموتاني لاعب كرة قدم ياباني.
- 3 يونيو – كادزهيكو تاناب لاعب كرة قدم ياباني.
- 7 يونيو – كينتا كاواي لاعب كرة قدم ياباني.
- 7 يونيو – هيروكي كيشيدا لاعب كرة قدم ياباني.
- 8 يونيو – أي نوناكا
- 10 يونيو – يوسوكي موراياما لاعب كرة قدم ياباني.
- 12 يونيو – يوسوكي يوشيزكي لاعب كرة قدم ياباني.
- 14 يونيو – تارو سوغاوارا لاعب كرة قدم ياباني.
- 16 يونيو – كوسوكي سوزوكي لاعب كرة قدم ياباني.
- 17 يونيو – ميتشيهارو سوغيموتو لاعب كرة قدم ياباني.
- 18 يونيو – ماساتو كاواكتشي لاعب كرة قدم ياباني.
- 23 يونيو – شينغو كوماباياشي لاعب كرة قدم ياباني.
- 23 يونيو – كينتا توغاوا لاعب كرة قدم ياباني.
- 23 يونيو – ماساهيرو أوهاشي لاعب كرة قدم ياباني.
- 25 يونيو – هيداكي ماتسورا لاعب كرة قدم ياباني.
- 26 يونيو – تتسو سوجياما لاعب كرة قدم ياباني.
- 27 يونيو – كينجي هادا لاعب كرة قدم ياباني.
- 27 يونيو – مانابو كوبوتا لاعب كرة قدم ياباني.
- 28 يونيو – تومونوبو شيميزو

### يوليو
- 3 يوليو – أوي تادا
- 8 يوليو – كييتا سوزوكي لاعب كرة قدم ياباني.
- 10 يوليو – تومواكي كوموريتا لاعب كرة قدم ياباني.
- 11 يوليو – ماسايوكي أوشياي لاعب كرة قدم ياباني.
- 11 يوليو – يوكو ماكي مانغاكا يابانية.
- 18 يوليو – هيروتاكا كوباياشي لاعب كرة قدم ياباني.
- 21 يوليو – يويتشي نيموتو لاعب كرة قدم ياباني.
- 23 يوليو – كيسوكي أوتا لاعب كرة قدم ياباني.
- 25 يوليو – يويتشي كومانو لاعب كرة قدم ياباني.
- 28 يوليو – ماساشي ووادا لاعب كرة قدم ياباني.

### أغسطس
- 1 أغسطس – تاكاشي مايدا لاعب كرة قدم ياباني.
- 1 أغسطس – هيكارو ميتا لاعب كرة قدم ياباني.
- 7 أغسطس – شينيا شيراكاوا لاعب كرة قدم ياباني.
- 9 أغسطس – كاتسيوكي ناكاسوجا متسابق دراجات نارية ياباني.
- 12 أغسطس – تاكويا نوزاوا لاعب كرة قدم ياباني.
- 13 أغسطس – ريو ناكامورا لاعب كرة قدم ياباني.
- 18 أغسطس – كازوكي هيراموتو لاعب كرة قدم ياباني.
- 26 أغسطس – ماسامي ساتو لاعب كرة قدم ياباني.

### سبتمبر
- 1 سبتمبر – ياسوأكي أوشيما لاعب كرة قدم ياباني.
- 2 سبتمبر – سويتشي أكاي لاعب كرة قدم ياباني.
- 2 سبتمبر – هيدكي ماتسود لاعب كرة قدم ياباني.
- 6 سبتمبر – يوكي آبي لاعب كرة قدم ياباني.
- 6 سبتمبر – يوهيي تاكاسو لاعب كرة قدم ياباني.
- 7 سبتمبر – كوهي ياماغاتا لاعب كرة قدم ياباني.
- 8 سبتمبر – تسويوشي يوشيتاكي لاعب كرة قدم ياباني.
- 8 سبتمبر – تيرويوكي مونيوا لاعب كرة قدم ياباني.
- 8 سبتمبر – دايكي تاكاماتسو لاعب كرة قدم ياباني.
- 8 سبتمبر – كوجي ناكاأو لاعب كرة قدم ياباني.
- 8 سبتمبر – نوزمو كاناكتشي لاعب كرة قدم ياباني.
- 10 سبتمبر – ريوسوك ميزوماتشي لاعب كرة سلة ياباني.
- 11 سبتمبر – ماريا ياماموتو
- 11 سبتمبر – يغو سكينيي لاعب كرة قدم ياباني.
- 12 سبتمبر – يوشياكي فوجيساوا
- 14 سبتمبر – كينيتشي ياغل لاعب كرة قدم ياباني.
- 14 سبتمبر – ميافي موسيقي ياباني.
- 14 سبتمبر – يومي أداتشي
- 15 سبتمبر – غينكي ناكاياما لاعب كرة قدم ياباني.
- 15 سبتمبر – هاياتو هاشيموتو لاعب كرة قدم ياباني.
- 15 سبتمبر – يوسوكي ناكاتا لاعب كرة قدم ياباني.
- 18 سبتمبر – كوني كيتاموتو لاعب كرة قدم ياباني.
- 18 سبتمبر – كينتا شيميزو لاعب كرة قدم ياباني.
- 19 سبتمبر – ريكا فوجيوارا لاعبة كرة مضرب يابانية.
- 22 سبتمبر – كوجي ياماسي لاعب كرة قدم ياباني.
- 22 سبتمبر – كينتارو يانو لاعب كرة قدم ياباني.
- 23 سبتمبر – ماساهيرو إيواتا لاعب كرة قدم ياباني.
- 24 سبتمبر – كي يويمورا لاعب كرة قدم ياباني.
- 26 سبتمبر – أكيرا ساساكي متزحلق جبال الألب ياباني.
- 26 سبتمبر – أيومي تسونيماتسو مؤدّية صوت يابانية.
- 29 سبتمبر – توموأكي سينو لاعب كرة قدم ياباني.
- 29 سبتمبر – شوتا كويدإ لاعب كرة قدم ياباني.
- 29 سبتمبر – شوجي هارا لاعب كرة قدم ياباني.

### أكتوبر
- 1 أكتوبر – ساتوشي أوتومو لاعب كرة قدم فلبيني.
- 5 أكتوبر – كينتا كيفوج لاعب كرة قدم ياباني.
- 6 أكتوبر – تاكيهيتو شيجيهارا لاعب كرة قدم ياباني.
- 6 أكتوبر – كوهي نودا لاعب كرة قدم ياباني.
- 7 أكتوبر – تاكاأكي سوزوكي لاعب كرة قدم ياباني.
- 9 أكتوبر – ريويتشي مايدا لاعب كرة قدم ياباني.
- 9 أكتوبر – ماساهيرو إيكيدا لاعب كرة قدم ياباني.
- 10 أكتوبر – دايسوكي ناسو لاعب كرة قدم ياباني.
- 11 أكتوبر – ماساشي أوراموتو لاعب كرة قدم ياباني.
- 11 أكتوبر – يوسوكي كوبوري ملاكم ياباني.
- 12 أكتوبر – نوبو ناشيرو ملاكم ياباني.
- 20 أكتوبر – تاكومي وادا لاعب كرة قدم ياباني.
- 21 أكتوبر – ماي أيزاوا
- 22 أكتوبر – كازويا كواباتا لاعب كرة قدم ياباني.
- 25 أكتوبر – هيروشي أوياما متسابق دراجات نارية ياباني.
- 28 أكتوبر – تاكاشي فوروكاوا لاعب كرة قدم ياباني.
- 31 أكتوبر – دايسوكي ماتسوشيتا لاعب كرة قدم ياباني.

### نوفمبر
- 4 نوفمبر – يوشيفيومي يامادا لاعب كرة قدم ياباني.
- 5 نوفمبر – هيروميتشي كونيكاوا متسابق دراجات نارية ياباني.
- 7 نوفمبر – ساتوشي ناكاياما لاعب كرة قدم ياباني.
- 19 نوفمبر – إيريكو ناكامورا
- 28 نوفمبر – كازواكي كاميزونو لاعب كرة قدم ياباني.

### ديسمبر
- 1 ديسمبر – كينجي هانيدا لاعب كرة قدم ياباني.
- 4 ديسمبر – فوميي لوامارو لاعب كرة قدم ياباني.
- 4 ديسمبر – ماساتو يامازاكي لاعب كرة قدم ياباني.
- 7 ديسمبر – يوكي ماتسوشيتا لاعب كرة قدم ياباني.
- 10 ديسمبر – تاكاهيتو سوما لاعب كرة قدم ياباني.
- 10 ديسمبر – كاتسويا كوباياشي ممثل ياباني.
- 11 ديسمبر – هيرويوكي إيشيدا لاعب كرة قدم ياباني.
- 20 ديسمبر – أكيكو أميرة ميكاسا مؤرخة فن يابانية.
- 20 ديسمبر – ساتوشي هاشيدا لاعب كرة قدم ياباني.
- 21 ديسمبر – كازوما كيتا لاعب كرة قدم ياباني.
- 23 ديسمبر – نيهيتو أراكاوا ملاكم ياباني.
- 28 ديسمبر – أتسوشي ماتسورا لاعب كرة قدم ياباني.

## وفيات

### فبراير
- 11 فبراير – فوزاي إشيكاوا (مواليد 1893) سياسية يابانية.

### سبتمبر
- 8 سبتمبر – يوكاوا هيديكي (مواليد 1907)